# ナジ・マリアンナ
ナジ・マリアンナ（ハンガリー語: Nagy Marianna, 1929年1月13日 - 2011年5月3日）は、ハンガリー・ソンバトヘイ出身の女子フィギュアスケート選手（ペア）。
1952年オスロオリンピック、1956年コルティナダンペッツォオリンピックペア銅メダリスト。1950年、1955年ヨーロッパフィギュアスケート選手権優勝。パートナーはナジ・ラースロー。

## 経歴
- 1948年サンモリッツオリンピックに出場し7位。
- 1950年ヨーロッパフィギュアスケート選手権優勝。
- 1952年オスロオリンピックで銅メダルを獲得。
- 1955年ヨーロッパフィギュアスケート選手権優勝。
- 1956年コルティナダンペッツォオリンピックで2大会連続となる銅メダルを獲得。

## 主な戦績
| 大会/年      | 47-48 | 48-49 | 49-50 | 50-51 | 51-52 | 52-53 | 53-54 | 54-55 | 55-56 | 56-57 | 57-58 |
| ------------ | ----- | ----- | ----- | ----- | ----- | ----- | ----- | ----- | ----- | ----- | ----- |
| オリンピック | 7     |       |       |       | 3     |       |       |       | 3     |       |       |
| 世界選手権   | 7     | 4     | 3     |       |       | 3     |       | 3     |       |       | 7     |
| 欧州選手権   | 6     | 2     | 1     |       | 3     | 2     |       | 1     | 2     | 2     | 4     |